# 아아 (슈퍼플라이)
《아아(일본어: あぁ)》는 슈퍼플라이가 2011년 6월 29일에 발매한 CD 싱글이다. "아아"는 6월 15일에 발매된 앨범 《Mind Travel》수록곡 "Ah"가사있는 버전이다.